# هینتسرت-پولرت
هینتسرت-پولرت (به آلمانی: Hinzert-Pölert) یک شهر در آلمان است که در تریر-زاربورگ واقع شده‌است. هینتسرت-پولرت ۲۹۳ نفر جمعیت دارد.